# سيرجيو مورا سانشيز
سيرجيو مورا سانشيز (بالإسبانية: Sergio Mora Sánchez)‏ (30 أغسطس 1979 بمدريد في إسبانيا - ) هو لاعب كرة قدم إسباني في مركز الوسط. لعب مع ديبورتيفو ألافيس ورايو فايكانو ب ورايو فايكانو ونادي ألكوركون ونادي ألكويانو ونادي إيركوليس ونادي خيتافي وBenidorm CF ‏ ونادي غانديا ‏.

## وصلات خارجية
- سيرجيو مورا سانشيز على موقع قاعدة بيانات كرة القدم.إي يو (الإنجليزية)
- سيرجيو مورا سانشيز على موقع Soccerbase.com (لاعب) (الإنجليزية)
- سيرجيو مورا سانشيز على موقع Soccerway.com (الإنجليزية)
- سيرجيو مورا سانشيز على موقع AS.com (الإسبانية)